# Der Rabbi von Bacherach
Der Rabbi von Bacherach ist der Titel einer fragmentarischen Erzählung von Heinrich Heine, die er 1824 begonnen, aber nie vollendet hat. 1840 wurde die Erzählung mit einem wahrscheinlich neu geschriebenen dritten Kapitel als Fragment veröffentlicht. Sie wird teilweise auch als Roman eingestuft. Heine verarbeitete darin die Ritualmordlegende um die Wernerkapelle von Bacharach, antisemitische Pogrome im mittelalterlichen Spanien und antisemitische Angriffe, die er selbst als Student erlebt hatte. Während Heine die Arbeiten an der Erzählung begann, war er aktives Mitglied des Vereins für Cultur und Wissenschaft der Juden. Die Diskussionen um die Judenemanzipation und um eine etwaige Assimilation der deutschen Juden, in die Heine dort verwickelt war, spiegeln sich in einer Debatte zwischen der Titelfigur und dem spanischen Ritter und Philosophen Don Isaak Abrabanel im dritten Kapitel der Erzählung wider. Heine trat im Juni 1825 zum evangelischen Christentum über und ließ sich taufen.

## Schauplätze, Figuren und Handlung
Die Erzählung spielt um 1495 in Bacharach und Frankfurt am Main. Hauptfiguren sind der jugendlich wirkende Rabbi Abraham von Bacharach, seine schöne Frau Sara, die Frankfurter Gastwirtin Schnapper-Elle und der portugiesisch-spanische Ritter Don Isaak Abrabanel (in Heines Text: Abarbanel).
Im ersten Kapitel erwähnt Heine zunächst allgemein Episoden der Judenverfolgung, darunter die Geschichte der Wernerkapelle in Bacharach. Die folgende Episode beschreibt einen Sederabend, den Vorabend des Pessachfests im Haus des Rabbi Abraham, geschildert aus der Sicht seiner Frau Sara. Während der Rabbi den zahlreichen Familienmitgliedern Geschichten aus der Bibel erzählt oder vorliest, kommen plötzlich zwei Fremde herein, die sich als reisende Juden ausgeben; Abraham lädt sie zu Tisch. Während er weiterspricht, beobachtet Sara plötzlich ein grausiges Entsetzen in Abrahams Gesicht, doch sofort spricht er unnatürlich fröhlich und ausgelassen weiter. Als Sara ihm, wie den anderen Gästen, das Wasserbecken reicht, bittet er Sara leise hinauszugehen, folgt ihr, greift sie beim Arm und flieht mit ihr in großer Eile aus der Stadt, hinauf auf einen Felsen oberhalb des Rheins. Dort berichtet er: Er habe zufällig unterm Tisch eine Kinderleiche erblickt und sofort erkannt, dass die beiden Fremden gekommen seien, um ihm einen Kindermord in die Schuhe zu schieben und ihn dann zu töten. Er läuft mit Sara zum Rheinufer hinunter und lässt sich vom „stillen Wilhelm“, einem stummen Fischer, in seinem Boot nach Frankfurt am Main rudern.
Im zweiten Kapitel erreichen Rabbi Abraham und Sara Frankfurt und begehren am Tor der Judengasse Einlass. Dort gibt es einen witzigen Dialog zwischen dem ängstlichen Türschließer Nasenstern und Jäkel dem Narren, ehe Nasenstern das Tor öffnet. Abraham muss erklären, wieso er am Pessach reist, und erklärt es mit einer Flucht aus Lebensgefahr. Durch die wegen des Feiertags stille Judengasse gehen die beiden zur Synagoge, wo sie sich trennen müssen, weil die Männer unten und die Frauen oben auf der Galerie beten. Sara lernt dort die sehr gesprächige Schnapper-Elle kennen, die mit einer anderen Jüdin in Streit gerät. Der Streit endet, als Sara, die fremde Frau, in Ohnmacht fällt und die anderen Frauen ihr helfen. Sara hatte ihren Mann unten sprechen gehört. Er hatte, wie es Sitte war, das Wort ergriffen, um Gott für die Rettung aus großer Gefahr zu danken, dann aber das Totengebet für alle mutmaßlich totgeschlagenen Angehörigen angestimmt. Erst dadurch war Sara klar geworden, dass ihre ganze Familie in Bacharach wohl einem Pogrom zum Opfer gefallen war.
Das dritte Kapitel spielt nach dem Gottesdienst auf der belebten Frankfurter Judengasse. Abraham und Sara treffen dort den Ritter Don Isaak Abarbanel, der sogleich der schönen Sara seine treuen Dienste anbietet. Abraham erkennt in ihm einen Jugendfreund wieder, den er sieben Jahre zuvor in Toledo kennen gelernt und den er damals vor dem Ertrinken im Fluss Tajo gerettet hatte. Im Gespräch mit Abraham bekennt sich Don Isaak, der ebenfalls jüdischer Abstammung ist, zu Abrahams Entsetzen zum Heidentum. Allerdings verehre er nach wie vor die jüdische Kochkunst, speziell die von Schnapper-Elles Garküche, und lädt die beiden hungrigen Flüchtlinge nach dort zum Essen ein. Dort angekommen, macht er, wie gewohnt, der verwitweten Wirtin den Hof.

## Hörspiel
Im Jahr 1963 produzierte der SWF eine Hörspielfassung von Konrad Winkler unter dem Titel Der Rabbi von Bacharach. Die Erstsendung fand am 13. März 1963 statt. Die Abspieldauer beträgt 29'25 Minuten.
Unter der Regie von Karlheinz Schilling sprachen Andrea Gabriel, Liselotte Kuschnitzky, Alwin Michael Rueffer und Robert Seibert.

## Deutschsprachige Ausgaben (mutmaßlich unvollständig)
- Heinrich Heine: Der Rabbi von Bacharach. Mit Lithographien von Max Liebermann. Aufbau-Verlag Berlin und Weimar, 1971; Nachwort Gotthard Erler
- Heinrich Heine: Der Rabbi von Bacharach. Ein Fragment. Mit elf Faksimiles nach Farblithographien von El Lissitzky zum „Chad Gadya“. Buchverlag der Morgen, Berlin, 1978

- Hg. v. Hartmut Kircher, Reclam Verlag, ISBN 978-3-15-002350-1.